# Championnats d'Europe d'athlétisme en salle 2025
Navigation
Les 38es Championnats d'Europe d'athlétisme en salle se déroulent du 6 au 9 mars 2025 à Apeldoorn, aux Pays-Bas, au sein de l'Omnisport Apeldoorn.

## Organisation

### Sélection de la ville hôte
La ville d’Apeldoorn est désignée ville hôte de ces championnats d’Europe d’athlétisme en salle le 6 mai 2022 par l’Association européenne d’athlétisme au terme de son 164e congrès, devançant la candidature de Bruxelles.
C’est la troisième fois que les Pays-Bas vont accueillir la compétition, après les éditions de 1973 à Rotterdam et de 1989 à La Haye. Le pays avait également accueilli ces dernières années les Championnats d'Europe d'athlétisme en 2016 à Amsterdam ainsi que les Championnats d'Europe de cross-country en 2018 à Tilburg.

### Site des compétitions

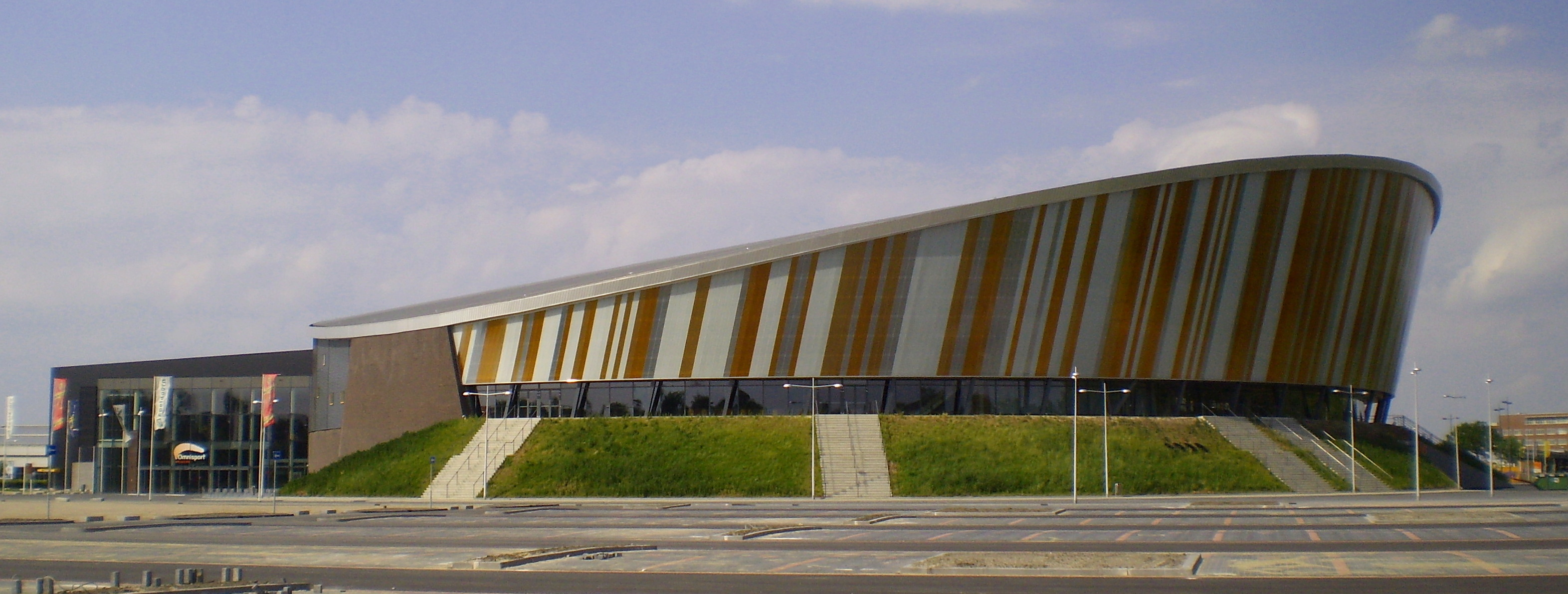
L’Omnisport Apeldoorn en 2010

L’enceinte de l’Omnisport Apeldoorn se situe à l’est de la ville d’Apeldoorn. Ouverte en 2008, elle accueille en général des compétitions de cyclisme sur piste et de volleyball. À l’été 2024, la piste d’athlétisme de 200 m, située en bas de la piste de cyclisme, est rénovée en prévision de la compétition.
Les organisateurs s’attendent à accueillir un total de 27 500 spectateurs tout au long des quatre jours de compétition.

### Nations participantes
607 athlètes issus de 46 nations membres de l'Association européenne d'athlétisme participent à cette compétition. Le nombre d'athlètes engagés est indiqué entre parenthèses.
- Albanie (1)
- Allemagne (38)
- Andorre (1)
- Arménie (2)
- Autriche (7)
- Azerbaïdjan (1)
- Belgique (25)
- Bulgarie (7)
- Croatie (7)
- Chypre (2)
- Danemark (4)
- Espagne (38)
- Estonie (10)
- Finlande (26)
- France (43)[5]
- Géorgie (2)
- Gibraltar (1)
- Grande-Bretagne (50)
- Grèce (19)
- Hongrie (15)
- Islande (3)
- Israël (1)
- Irlande (19)
- Italie (43)
- Kosovo (2)
- Lettonie (3)
- Lituanie (8)
- Luxembourg (2)
- Malte (2)
- Moldavie (1)
- Monténégro (1)
- Macédoine du Nord (1)
- Norvège (15)
- Pays-Bas (52)
- Pologne (29)
- Portugal (20)
- Roumanie (7)
- Saint-Marin (1)
- Serbie (9)
- Slovaquie (5)
- Slovénie (8)
- Suède (20)
- Suisse (22)
- Tchéquie (26)
- Turquie (8)
- Ukraine (11)

## Compétition

### Calendrier
Les compétitions se déroulent du 6 au 9 mars 2025.
| Finales | 6 mars        | 7 mars                                            | 8 mars                                                | 9 mars                                                                            |
| ------- | ------------- | ------------------------------------------------- | ----------------------------------------------------- | --------------------------------------------------------------------------------- |
| Hommes  | -             | Heptathlon, saut en longueur, 1 500 m, 60 m haies | Heptathlon, triple saut, saut en hauteur, 400 m, 60 m | Lancer du poids, saut à la perche, 3 000 m, 800 m, relais 4x400                   |
| Femmes  | -             | Triple saut, 1 500 m, 60 m haies                  | Saut à la perche, saut en longueur, 400 m             | Pentathlon, 800 m, saut en hauteur, 3 000 m, lancer du poids, 60 m, relais 4x400m |
| Mixte   | Relais 4x400m | -                                                 | -                                                     | -                                                                                 |

### Minimas de qualification
La période de qualification s’étend du 24 août 2023 au 23 février 2025 pour les épreuves combinées, et du 24 février 2024 au 23 février 2025 pour les épreuves individuelles.
| Épreuve                | Hommes        | Hommes                | Femmes        | Femmes                 | Quota |
| Épreuve                | En salle      | En plein air          | En salle      | En plein air           | Quota |
| ---------------------- | ------------- | --------------------- | ------------- | ---------------------- | ----- |
| 60 m                   | 6 s 60        | 10 s 05 (100 m)       | 7 s 20        | 11 s 05 (100 m)        | 40    |
| 400 m                  | 46 s 20       | 45 s 00               | 52 s 10       | 50 s 70                | 30    |
| 800 m                  | 1 min 46 s 40 | 1 min 44 s 50         | 2 min 2 s 00  | 1 min 59 s 00          | 30    |
| 1 500 m                | 3 min 37 s 00 | 3 min 32 s 00         | 4 min 8 s 00  | 4 min 2 s 00           | 27    |
| 3 000 m                | 7 min 43 s 00 | 7 min 36 s 00         | 8 min 48 s 00 | 8 min 39 s 00          | 24    |
| 60 m haies             | 7 s 63        | 13 s 25 (110 m haies) | 8 s 00        | 12 s 80 (100 m haies)  | 32    |
| Saut en hauteur        | 2,30 m        | 2,30 m                | 1,96 m        | 1,96 m                 | 18    |
| Saut à la perche       | 5,85 m        | 5,85 m                | 4,70 m        | 4,70 m                 | 18    |
| Saut en longueur       | 8,10 m        | 8,10 m                | 6,80 m        | 6,80 m                 | 18    |
| Triple saut            | 17 m          | 17 m                  | 14,35 m       | 14,35 m                | 18    |
| Lancer du poids        | 21,40 m       | 21,40 m               | 18,90 m       | 18,90 m                | 18    |
| Heptathlon/Pentathlon  | 6 150 pts     | 8 450 pts (Décathlon) | 4 600 pts     | 6 650 pts (Heptathlon) | 14    |
| Relais 4 × 400 m       | Pas de minima | Pas de minima         | Pas de minima | Pas de minima          | 6     |
| Relais 4 × 400 m mixte | Pas de minima | Pas de minima         | Pas de minima | Pas de minima          | 6     |

### Faits marquants
La première soirée de compétition est marquée tout d’abord par l’élimination dès les séries du 1500 mètres de Mohamed Attaoui, vice-champion d’Europe en plein air du 800 mètres, seulement quatrième de sa série et premier non-repêché au temps. Le premier titre est lui obtenu par le relais 4 × 400 mètres mixte néerlandais, composé de Nick Smidt, Eveline Saalberg, Tony van Diepen et Femke Bol.
La deuxième journée de compétition est marquée d’abord par l’élimination de Ersu Şaşma lors des qualifications du concours de saut à la perche, puis par la performance de la suissesse Ditaji Kambundji en finale du 60 mètres haies, qui établit un nouveau record d’Europe en 7 s 67.
La troisième journée de compétition voit la victoire du norvégien Sander Skotheim lors de l’heptathlon. Ce dernier devient le premier européen à inscrire plus de 6 500 points lors de l’épreuve et le troisième meilleur performeur de l’histoire en établissant une marque de 6 558 points .

## Podiums

### Hommes
| Épreuves         | Or                                                                          | Or                   | Argent                                                                     | Argent            | Bronze                                                                          | Bronze        |
| ---------------- | --------------------------------------------------------------------------- | -------------------- | -------------------------------------------------------------------------- | ----------------- | ------------------------------------------------------------------------------- | ------------- |
| 60 m             | Jeremiah Azu                                                                | 6 s 49 PB            | Henrik Larsson                                                             | 6 s 52 NR         | Andrew Robertson                                                                | 6 s 55        |
| 400 m            | Attila Molnár                                                               | 45 s 25              | Maksymilian Szwed                                                          | 45 s 31 EU23R, NR | Jimy Soudril                                                                    | 45 s 59 PB    |
| 800 m            | Samuel Chapple                                                              | 1 min 44 s 88 NR     | Eliott Crestan                                                             | 1 min 44 s 92     | Mark English                                                                    | 1 min 45 s 46 |
| 1 500 m          | Jakob Ingebrigtsen                                                          | 3 min 36 s 56        | Azeddine Habz                                                              | 3 min 36 s 92     | Isaac Nader                                                                     | 3 min 37 s 10 |
| 3 000 m          | Jakob Ingebrigtsen                                                          | 7 min 48 s 37        | George Mills                                                               | 7 min 49 s 41     | Azeddine Habz                                                                   | 7 min 50 s 48 |
| 60 m haies       | Jakub Szymański                                                             | 7 s 43               | Wilhem Belocian                                                            | 7 s 45            | Just Kwaou-Mathey                                                               | 7 s 50        |
| Relais 4 × 400 m | Pays-Bas- Eugene Omalla - Nick Smidt - Isaya Klein Ikkink - Tony van Diepen | 3 min 4 s 95         | Espagne- Markel Fernandez - Manuel Guijarro - Óscar Husillos - Bernat Erta | 3 min 5 s 18 NR   | Belgique- Julien Watrin - Christian Iguacel - Florent Mabille - Jonathan Sacoor | 3 min 5 s 18  |
| Saut en hauteur  | Oleh Doroshchuk                                                             | 2,34 m               | Jan Štefela                                                                | 2,29 m            | Matteo Sioli                                                                    | 2,26 m        |
| Saut à la perche | Emmanouil Karalis Menno Vloon                                               | 5,90 m               | Non décerné                                                                | Non décerné       | Sondre Guttormsen                                                               | 5,90 m        |
| Saut en longueur | Bojidar Sarăboyoukov                                                        | 8,13 m               | Mattia Furlani                                                             | 8,12 m            | Lester Lescay                                                                   | 8,12 m        |
| Triple saut      | Andy Díaz                                                                   | 17,71 m              | Max Heß                                                                    | 17,43 m           | Andrea Dallavalle                                                               | 17,19 m       |
| Lancer du poids  | Andrei Toader                                                               | 21,27 m NR           | Wictor Petersson                                                           | 21,04 m           | Tomáš Staněk                                                                    | 20,75 m       |
| Heptathlon       | Sander Skotheim                                                             | 6 558 pts AR, CR, WL | Simon Ehammer                                                              | 6 506 pts, NR     | Till Steinforth                                                                 | 6 388 pts, NR |

### Femmes
| Épreuves         | Or                                                                   | Or                       | Argent                                                                      | Argent           | Bronze                                                                                           | Bronze           |
| ---------------- | -------------------------------------------------------------------- | ------------------------ | --------------------------------------------------------------------------- | ---------------- | ------------------------------------------------------------------------------------------------ | ---------------- |
| 60 m             | Zaynab Dosso                                                         | 7 s 01 WL, NR            | Mujinga Kambundji                                                           | 7 s 02           | Patrizia van der Weken                                                                           | 7 s 06 NR        |
| 400 m            | Lieke Klaver                                                         | 50 s 38                  | Henriette Jaeger                                                            | 50 s 45          | Paula Sevilla                                                                                    | 50 s 99 NR       |
| 800 m            | Anna Wielgosz                                                        | 2 min 2 s 09             | Clara Liberman                                                              | 2 min 2 s 32     | Anita Horvat                                                                                     | 2 min 2 s 52     |
| 1 500 m          | Agathe Guillemot                                                     | 4 min 7 s 23             | Salomé Afonso                                                               | 4 min 7 s 66     | Revee Walcott-Nolan                                                                              | 4 min 8 s 45     |
| 3 000 m          | Sarah Healy                                                          | 8 min 52 s 86            | Melissa Courtney-Bryant                                                     | 8 min 52 s 92    | Salomé Afonso                                                                                    | 8 min 53 s 42    |
| 60 m haies       | Ditaji Kambundji                                                     | 7 s 67 AR, CR            | Nadine Visser                                                               | 7 s 72 NR        | Pia Skrzyszowska                                                                                 | 7 s 83           |
| Relais 4 × 400 m | Pays-Bas- Lieke Klaver - Nina Franke - Cathelijn Peeters - Femke Bol | 3 min 24 s 34 CR, WL, NR | Grande-Bretagne- Lina Nielsen - Hannah Kelly - Emily Newnham - Amber Anning | 3 min 24 s 89 NR | République tchèque- Lada Vondrová - Nikoleta Jichová - Tereza Petržilková - Lurdes Gloria Manuel | 3 min 25 s 31 NR |
| Saut en hauteur  | Yaroslava Mahuchikh                                                  | 1,99 m                   | Angelina Topić                                                              | 1,95 m           | Engla Nilsson                                                                                    | 1,92 m PB        |
| Saut à la perche | Angelica Moser                                                       | 4,80 m                   | Tina Sutej                                                                  | 4,75 m           | Marie-Julie Bonnin                                                                               | 4,70 m           |
| Saut en longueur | Larissa Iapichino                                                    | 6,94 m                   | Annik Kälin                                                                 | 6,90 m NR        | Malaika Mihambo                                                                                  | 6,88 m           |
| Triple saut      | Ana Peleteiro-Compaoré                                               | 14,37 m                  | Diana Ana Maria Ion                                                         | 14,31 m PB       | Senni Salminen                                                                                   | 13,99 m          |
| Lancer du poids  | Jessica Schilder                                                     | 20,69 m WL, NR           | Yemisi Ogunleye                                                             | 19,56 m          | Auriol Dongmo                                                                                    | 19,26 m          |
| Pentathlon       | Saga Vanninen                                                        | 4 922 pts EU23R, WL, NR  | Sofie Dokter                                                                | 4 826 pts PB     | Kate O’Connor                                                                                    | 4 781 pts NR     |

### Mixte
| Épreuves         | Or                                                                    | Or               | Argent                                                                      | Argent        | Bronze                                                                            | Bronze        |
| ---------------- | --------------------------------------------------------------------- | ---------------- | --------------------------------------------------------------------------- | ------------- | --------------------------------------------------------------------------------- | ------------- |
| Relais 4 × 400 m | Pays-Bas- Nick Smidt - Eveline Saalberg - Tony van Diepen - Femke Bol | 3 min 15 s 63 CR | Belgique- Julien Watrin - Imke Vervaet - Christian Iguacel - Helena Ponette | 3 min 16 s 19 | Grande-Bretagne- Alastair Chalmers - Emily Newnham - Joshua Faulds - Lina Nielsen | 3 min 16 s 49 |

## Tableau des médailles
- Pays organisateur ( Pays-Bas)

| Rang | Nation      | Or | Argent | Bronze | Total |
| ---- | ----------- | -- | ------ | ------ | ----- |
| 1    | Pays-Bas    | 7  | 2      | 0      | 9     |
| 2    | Italie      | 3  | 1      | 2      | 6     |
| 3    | Norvège     | 3  | 1      | 1      | 5     |
| 4    | Suisse      | 2  | 3      | 0      | 5     |
| 5    | Pologne     | 2  | 1      | 1      | 4     |
| 6    | Ukraine     | 2  | 0      | 0      | 2     |
| 7    | France      | 1  | 3      | 4      | 8     |
| 8    | Royaume-Uni | 1  | 3      | 3      | 7     |
| 9    | Espagne     | 1  | 1      | 2      | 4     |
| 10   | Roumanie    | 1  | 1      | 0      | 2     |
| 11   | Irlande     | 1  | 0      | 2      | 3     |
| 12   | Finlande    | 1  | 0      | 1      | 2     |
| 13   | Bulgarie    | 1  | 0      | 0      | 1     |
| 13   | Grèce       | 1  | 0      | 0      | 1     |
| 13   | Hongrie     | 1  | 0      | 0      | 1     |
| 16   | Allemagne   | 0  | 2      | 2      | 4     |
| 17   | Belgique    | 0  | 2      | 1      | 3     |
| 17   | Suède       | 0  | 2      | 1      | 3     |
| 19   | Portugal    | 0  | 1      | 3      | 4     |
| 20   | Tchéquie    | 0  | 1      | 2      | 3     |
| 21   | Slovénie    | 0  | 1      | 1      | 2     |
| 22   | Serbie      | 0  | 1      | 0      | 1     |
| 23   | Luxembourg  | 0  | 0      | 1      | 1     |